# コンシーラー

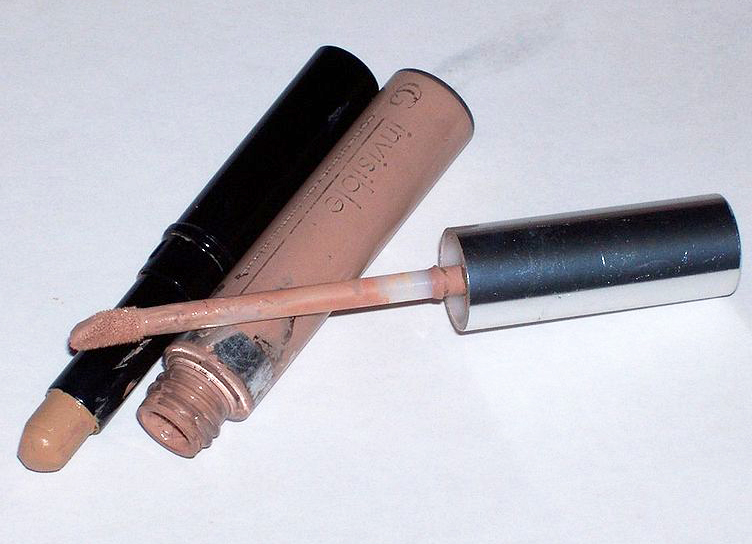
コンシーラー

コンシーラー (英語: concealer) とは、「隠す物」といった意味を持つ化粧品である。なお、英語のconcealは「隠す」という意味の他動詞である。一口にコンシーラーと言っても、様々な色味の製品が見られ、個々人の肌の色などに合わせて使い分ける。

## 使用方法
コンシーラーは主に目の下のクマや顔のシミを隠す際に用いられる。
ベース・メイクとして、ファンデーションやフェイスカラーの代わりに使われる場合がある一方で、ファンデーションを塗る前後に使われる場合もある。
肌とほぼ同じか、肌より少し明るい色のコンシーラーを使用するべきと言われている。明る過ぎる色を使用すると、その部分だけが目立ってしまうので、ファンデーションよりもやや暗い色を使用することが推奨されている。
シミなどによる茶色のクマにはイエロー系かベージュ系、血行不良や寝不足による青色や灰色のクマにはオレンジ系のコンシーラーが馴染むと言われる。また、肌のたるみによる影でできる黒色のクマには、明るい色のコンシーラーを広範囲に塗ると目立たなくなるとされる。
コンシーラーを肌に馴染ませる際には、隠したい部分を擦るのではなく、指の腹で軽く叩くことが重要だと言われている。

## 種類
リキッド・筆ペン、スティック、クリーム、パレット、ペンシルといった種類があり、用途によって使い分けることが可能である。

## 普及
ネイチャーズウェイの2014年の調査では、コンシーラーを毎日使っている女性は全体の55パーセントであった。このように毎日使用する女性が目立つ中で「コンシーラーが上手く使えないと思うことがある」と答えた女性は79パーセントにのぼった。また『マイナビウーマン』の2015年の調査では、「コンシーラーを上手く使いこなせている」と自信を持つ女性は全体の1割程度に過ぎなかった。

## 関連文献
- Valenti, Lauren (2015年8月21日). “The Oral History of Green Concealer” (英語). Marie Claire. 2016年3月12日閲覧。